# Klub Riviera Remont
Klub Riviera Remont, dawniej klub Remont – klub studencki znajdujący się przy ul. Waryńskiego 12a w Warszawie, w kompleksie Domu Studenckiego „Riviera”.

## Historia
Klub „Remont” powstał w 1973. Jednym z jego założycieli i dyrektorem w latach 1973–1979 był Waldemar Dąbrowski, minister kultury w latach 2002–2005. W „Remoncie” swoją siedzibę miał DKF „Kwant”, w którym gościli m.in. Michelangelo Antonioni, Julio Cortázar i Andrzej Wajda.
W latach 70. w klubie organizowano m.in. festiwal piosenki studenckiej „Kij w mrowisko”. W 1977 w „Remoncie” debiutowała Martyna Jakubowicz. Klub organizował liczne koncerty zarówno znanych, jak i początkujących zespołów muzycznych. Jednym z nich był Kult, którego debiut miał miejsce w Remoncie w lipcu 1982. Zespołem zaczynającym wspólną grę właśnie w Remoncie jest Kobranocka, której pierwszy koncert odbył się w 1985. W 1982 rozpoczął tam swoją działalność zespół Daab. W klubie, wiosną 1983 zagrał swój pierwszy koncert. Z Remontem był związany do 1987.
Z klubem związane były również pierwsze punk rockowe zespoły: TZN Xenna, Tilt, Kryzys, Brygada Kryzys, Poland Kazika Staszewskiego.
Remont to także kolebka niektórych kabaretów. Na scenie teatralnej w Remoncie zaczynał m.in. kabaret OTTO (ówcześni studenci Wydziału Elektroniki Politechniki Warszawskiej). Materiał, którym wtedy debiutowali, został później nagrany na albumie Faux-pas.
W Remoncie miały miejsce nagrania albumów niektórych znanych zespołów muzycznych. Trzecia płyta zespołu Wilki Acousticus Rockus została nagrana podczas jednego z koncertów. Album koncertowy Natural Way (Full Noize) grupy Houk. Podobne płyty nagrały zespoły Krzak oraz Kult. Pierwszą po okresie jeżdżenia po świecie płytę nagrał w Remoncie również Jacek Kaczmarski (Live, 1990).
13 grudnia 2013, z okazji 40-lecia klubu, odbył się w nim koncert zespołu Lady Pank.
W październiku 2023 roku Politechnika Warszawska poinformowała, że klub z przyczyn organizacyjnych będzie nieczynny do odwołania.